# Греве Странн
Греве Странн (дат. Greve Strand) — город в коммуне Греве области Зеландия (Дания), административный центр коммуны Греве.